# Hager Ali
Hager Ali (arabisch هاجر علي, DMG Hāǧar ʿAlī) ist eine deutsche Politologin, Hochschuldozentin und Journalistin. Als wissenschaftliche Mitarbeiterin des German Institute for Global and Area Studies (GIGA) in Hamburg sowie als freischaffende Journalistin veröffentlicht sie vor allem Studien über die aktuellen Beziehungen zwischen der jeweiligen Zivilgesellschaft und dem Militär in Nahost und Nordafrika. Daneben vermittelt sie ihre Forschungsergebnisse auch in öffentlichen deutschen und internationalen Medien und Veranstaltungen.

## Biografie
Ali wurde als Tochter ägyptischer Eltern in Frankfurt/Main geboren und wuchs auch dort auf. Neben ihren beiden Muttersprachen Deutsch und Arabisch spricht sie auch Englisch und Französisch. Nach einem Studium an der Goethe-Universität Frankfurt am Main mit dem Abschluss eines B.A. in Politikwissenschaften und Soziologie im Jahr 2016 erwarb sie nach einem weiteren Studium an der Central European University in Budapest einen M.A. in Politikwissenschaften. Seit Oktober 2018 arbeitet sie als wissenschaftliche Mitarbeiterin (Research Fellow) und gleichzeitig im GIGA Doktorandenprogramm der Universität Hamburg am Institut für Nahost-Studien des German Institute for Global and Area Studies (GIGA). Das GIGA berät unter anderem das Auswärtige Amt und andere Teile der Bundesregierung. Dort forscht und publiziert sie vor allem über aktuelle politische und sicherheitspolitische Entwicklungen im Nahen Osten, Nordafrika, im Sudan und in Afghanistan.

### Politikwissenschaftliche Forschung
Alis Schwerpunkte sind die aktuellen Beziehungen zwischen der jeweiligen Zivilgesellschaft und dem Militär in Nahost und Nordafrika, insbesondere die Machtübernahmen durch Militär und die zivile Kontrolle von Streitkräften in autokratischen Regimen und Institutionen, Stabilität und Destabilisation von Parteien und Regimes in diesen Ländern sowie die Einsätze der Bundeswehr in Nahost und im Sahel. Für die wissenschaftlichen Fachzeitschriften Africa Spectrum und die Zeitschrift für Vergleichende Politikwissenschaft veröffentlichte sie Artikel über die Strategie des sudanesischen Miiltärs seit dem Militärputsch 2019 sowie über die Wahlrechtsreformen in Tunesien.

### Journalistische Tätigkeit
Seit September 2010 arbeitet Ali auch als freischaffende Journalistin für verschiedene deutsche und internationale Medien. Unter anderem verfasste sie als Expertin für den Bürgerkrieg im Sudan Artikel für Medien wie Der Tagesspiegel und Al Jazeera. Daneben wurde sie in Berichten für das ARD-Mittagsmagazin, die Tagesschau, die Deutschen Welle, das Onlinemagazin Qantara und den Schweizer Rundfunk zu aktuellen politischen Krisen im Sudan, in Libyen, Algerien und Niger interviewt.
Seit März 2022 wirkt sie als externe Redakteurin und Autorin der Themenserie „Autocracies with Adjectives“ für die Online-Publikation The Loop des European Consortium for Political Research (ECPR). Daneben nahm sie an öffentlichen Veranstaltungen über die Rolle von Militärputschen in Afrika teil.

### Akademische Lehre
Im Fachgebiet Politikwissenschaften der Universität Hamburg unterrichtete sie 2023 ein Seminar über die Entstehung, Wirkung und den Zerfall von hybriden und autokratischen Regimen. Am Institut für Friedensforschung und Sicherheitspolitik derselben Universität hielt sie weiterhin eine Veranstaltung über öffentliche Wissenschaft und Kommunikationsforschung ab. Ziel dieser Veranstaltung war die Vermittlung wissenschaftlicher Forschung für politische Interessengruppen und die breite Öffentlichkeit durch akademische Autoren.

## Mitgliedschaften
- Inter-University Seminar on Armed Forces and Society
- American Political Science Association
- European Research Group on Military and Society
- Deutsche Vereinigung für Politikwissenschaft
- Neue Deutsche Medienmacher
- International Studies Association
- European Consortium for Political Research
- Deutsche Arbeitsgemeinschaft Vorderer Orient für gegenwartsbezogene Forschung und Dokumentation
- International Association for Political Science Students

## Veröffentlichungen (Auswahl)
- Hager Ali: The War in Sudan: How Weapons and Networks Shattered a Power Struggle. GIGA German Institute of Global and Area Studies - Leibniz-Institut für Globale und Regionale Studien, Institut für Nahost-Studien, 2024, ISSN 1862-3611 (giga-hamburg.de).
- Hager Ali, Gerrit Kurtz: Den Krieg in Sudan stoppen: zivile Akteure, nicht allein die Konfliktparteien, sollten die Friedensverhandlungen führen. 2023, doi:10.18449/2023A32 (swp-berlin.org).
- Hager Ali: Why the Military Promised to Withdraw from Power in Sudan. In: Political Violence at a Glance. 10. Januar 2023, abgerufen am 1. Januar 2024 (amerikanisches Englisch).
- Hager Ali: Defense against small parties: electoral reforms and their impact on Tunisia’s electoral system since the Arab Spring. In: Zeitschrift für Vergleichende Politikwissenschaft. Band 16, 8. März 2023, ISSN 1865-2654, S. 483–503, doi:10.1007/s12286-023-00561-z, PMC 9993365 (freier Volltext).
- Hager Ali: Ägypten nach dem Arabischen Frühling: Vermächtnis ohne Aufbruch. GIGA German Institute of Global and Area Studies - Leibniz-Institut für Globale und Regionale Studien, Institut für Nahost-Studien, Hamburg 2020 (ssoar.info).
- Hager Ali: Holding elections in Libya is not a solution to the country's deep-seated problems. In: The Loop. 2021 (britisches Englisch).
- Hager Ali: Counterinsurgency in Afghanistan failed long before the Taliban took over. In: The Loop. 2021 (britisches Englisch).